# 중앙군구
중앙군구는 이집트의 군관구 중 하나이다.

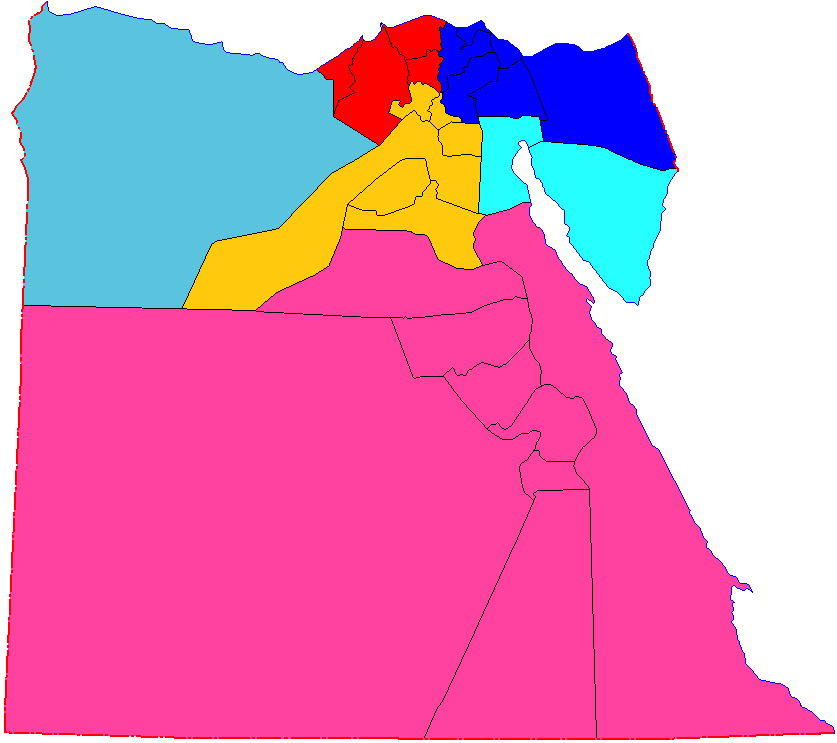
중앙군구 (노란색)

이집트의 군관구는 제2군, 제3군, 북부군구, 서부군구, 남부군구, 동부군구, 중앙군구가 있다.

## 통솔 구역
기자주, 파이윰주, 카이로주 일대를 통솔한다.